# Clara Ponsot
Clara Ponsot (Parigi, 25 gennaio 1989) è un'attrice francese.

## Biografia
Clara Ponsot studia al Conservatoire national supérieur d'art dramatique. Si fa notare inizialmente come modella, posando per la fotografa francese Bettina Rheims. Dopo numerose apparizioni in serie TV francesi ed alcune comparse al cinema, esordisce al grande pubblico con Bus Palladium e Gli infedeli. Interpreta poi il ruolo di Emmanuelle nel film Bye Bye Blondie. Il 29 novembre 2012 esordisce in Italia nel film Cosimo e Nicole, presentato in concorso alla settima edizione del Festival Internazionale del Film di Roma, come protagonista femminile al fianco di Riccardo Scamarcio.

## Filmografia

### Cinema
- La possibilité d'une île, regia di Michel Houellebecq (2008)
- La Grande Vie, regia di Emmanuel Salinger (2008)
- Accomplices, regia di Frédéric Mermoud (2009)
- Noi, insieme, adesso - Bus Palladium (Bus Palladium), regia di Christopher Thompson (2010)
- Poupoupidou, regia di Gérald Hustache-Mathieu (2011)
- Bye Bye Blondie, regia di Virginie Despentes (2012)
- Gli infedeli, 7 episodi - regia di Emmanuelle Bercot, Fred Cavayé, Alexandre Courtes, Jean Dujardin, Michel Hazanavicius, Éric Lartigau e Gilles Lellouche (2012)
- Cosimo e Nicole, regia di Francesco Amato (2012)
- Benvenuti a Saint-Tropez (Des gens qui s'embrassent), regia di Danièle Thompson (2013)
- Simiocratie, regia di Nicolas Pleskof (2014)
- Croce e delizia, regia di Simone Godano (2019)
- La bataille du rail (2019)
- Come pecore in mezzo ai lupi, regia di Lyda Patitucci (2023)
- W Muozzart, regia di Sebastiano Rizzo (2025)

### Televisione
- Le silence de l'épervier – miniserie TV, 4 puntate (2008)
- Les bleus: premiers pas dans la police – serie TV, episodio 4x04 (2010)
- Les Dames – serie TV, 5 episodi (2010-2013)
- Das Boot – serie TV, 4 episodi (2018)
- Imma Tataranni - Sostituto procuratore – serie TV, episodi 4x01-4x02-4x03 (2025)